# Mullsjö-Sandhems församling
Mullsjö-Sandhems församling är en församling i Falköpings och Hökensås kontrakt i Skara stift. Församlingen omfattar hela Mullsjö kommun i Jönköpings län och utgör ett eget pastorat. 

## Administrativ historik
Församlingen bildades 2010 genom sammanslagning av Mullsjö församling och Sandhem-Utvängstorps församling och utgör sedan bildandet ett eget pastorat.

## Kyrkor
- Nykyrka kyrka
- Bjurbäcks kyrka
- Sandhems kyrka
- Utvängstorps kyrka